# Colin McKay

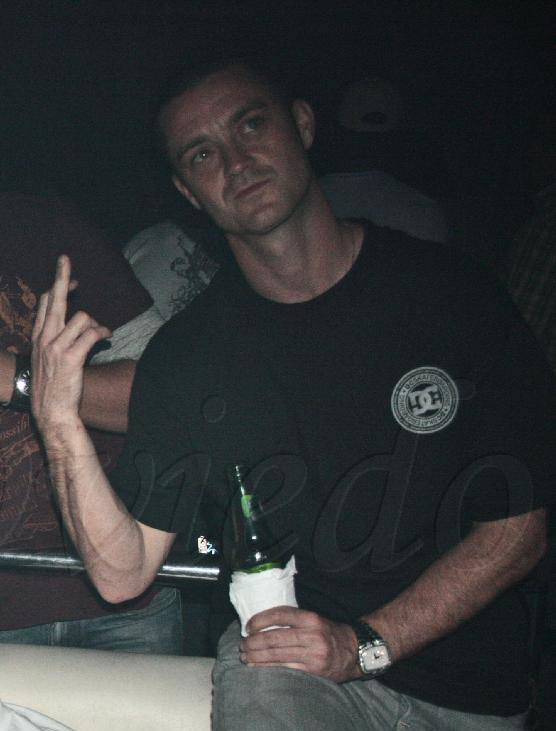
Colin McKay in 2007

Colin McKay (geboren in 1975) is een professioneel skateboarder uit Canada.

## Geschiedenis
Colin begon met skateboarden in 1986 en verbeterde zijn vaardigheden voornamelijk in Kevin Harris' Richmond Skate Ranch. Hij werd al snel gesponsord door Powell Peralta en in met de video The Bones Brigage Video 4: Public Domain brak hij door. Hij werd snel veel beter en had een succesvol part in Powells film Propoganda uit 1990. Zijn manier van extreem technische lip tricks in halfpipe skateboarden, zorgde ervoor dat Colin een topamateur was tot hij uiteindelijk professioneel werd in 1993.
Aan het einde van 1991, verliet Colin Powell Peralta om zich bij het team van Plan B Skateboards te voegen. Dat was toen een nieuw bedrijf opgericht door Mike Ternansky, Steve Rocco en Danny Way. Na 1993 werd de invloed van Plan B steeds minder voor de grote skateboardindustrie. Dankzij de X Games bleef Colin toch nog als top skater in de spotlights. Plan B werd gestopt en Colin stapte over naar Girl Skateboards, en weer later Seek Skateboards.
In 2005 herstarten Colin McKay en Danny Way Plan B Skateboards. Colin blijft in de top van het halfpipe-skateboarden tot op de dag van vandaag. Ook is hij van het originele team van DC Shoes en deels eigenaar van Red Dragon Skateboards.

## Huidige sponsoren
- Plan B Skateboards
- DC Shoes
- Red Dragon Skateboards
- Independant Trucks
- Centre Distribution